# Monbagsee
Der Monbagsee, früher auch Monheimer Baggersee Nord-Ost, ist ein Gewässer in einer ehemaligen Kies- und Sandgrube im Gebiet der Stadt Monheim am Rhein. Er wird nach Norden hin durch die Opladener Straße begrenzt. Die Förderung wurde 1998 eingestellt. Der Kran von Demag aus dem Jahre 1928 ist heute ein Industriedenkmal.
Der Monheimer Baggersee ist ein Naturschutzgebiet.
Für die Öffentlichkeit ist der Monheimer Baggersee unzugänglich – außen insgesamt hermetisch abgezäunt und die Ufer zusätzlich durch Buschwerk bewachsen, wodurch auch von außen fast keine Einsichtsmöglichkeit auf den See gegeben ist. Allerdings hat die Stadt Monheim den beiden ansässigen Vereinen für Angelsport und Segeln die Freizeitnutzung des Sees unter gewissen Einschränkungen ermöglicht.

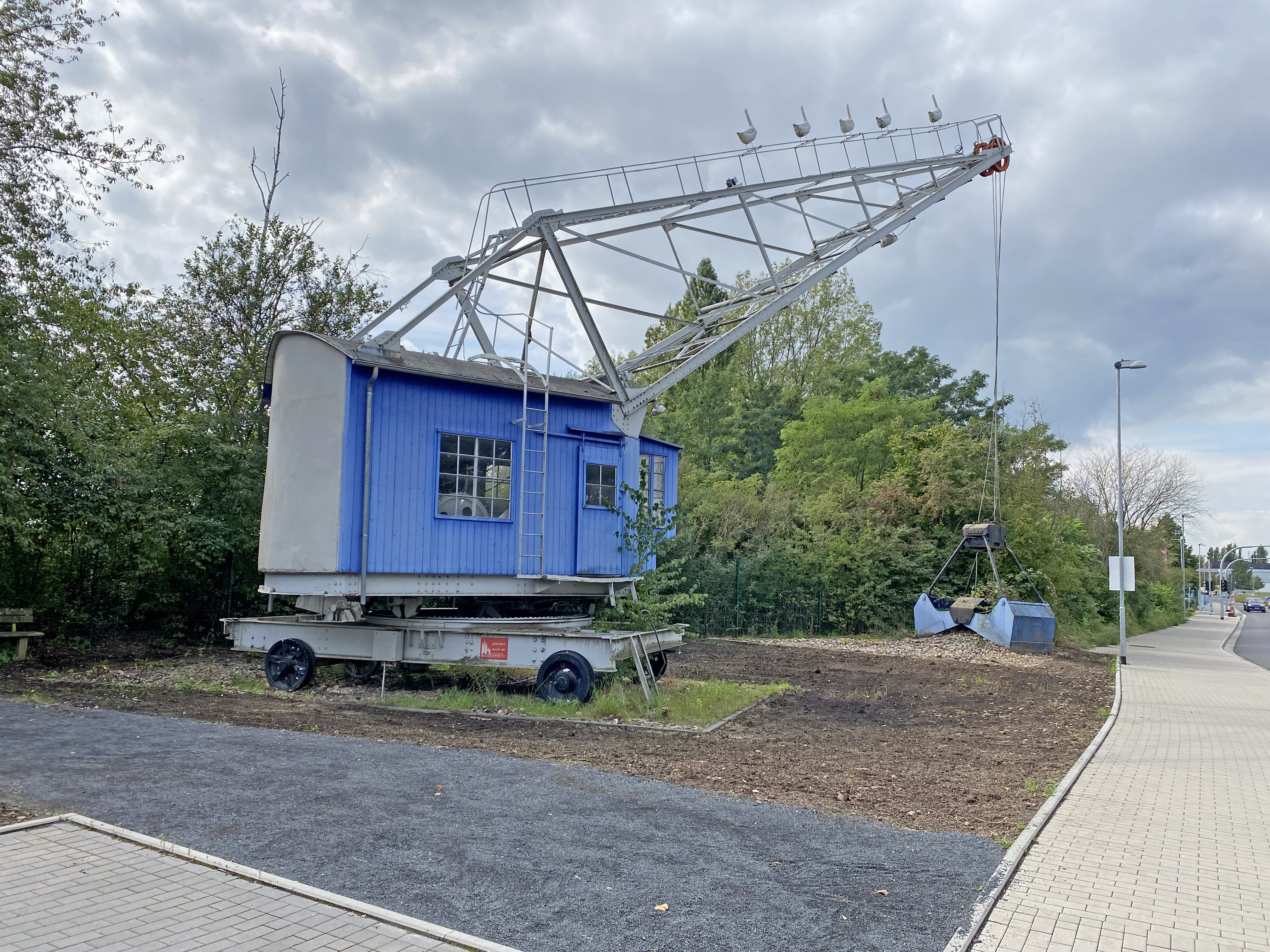
ehem. Kiesbagger – Ausstellungsstück am Nordufer (Opladener Straße)
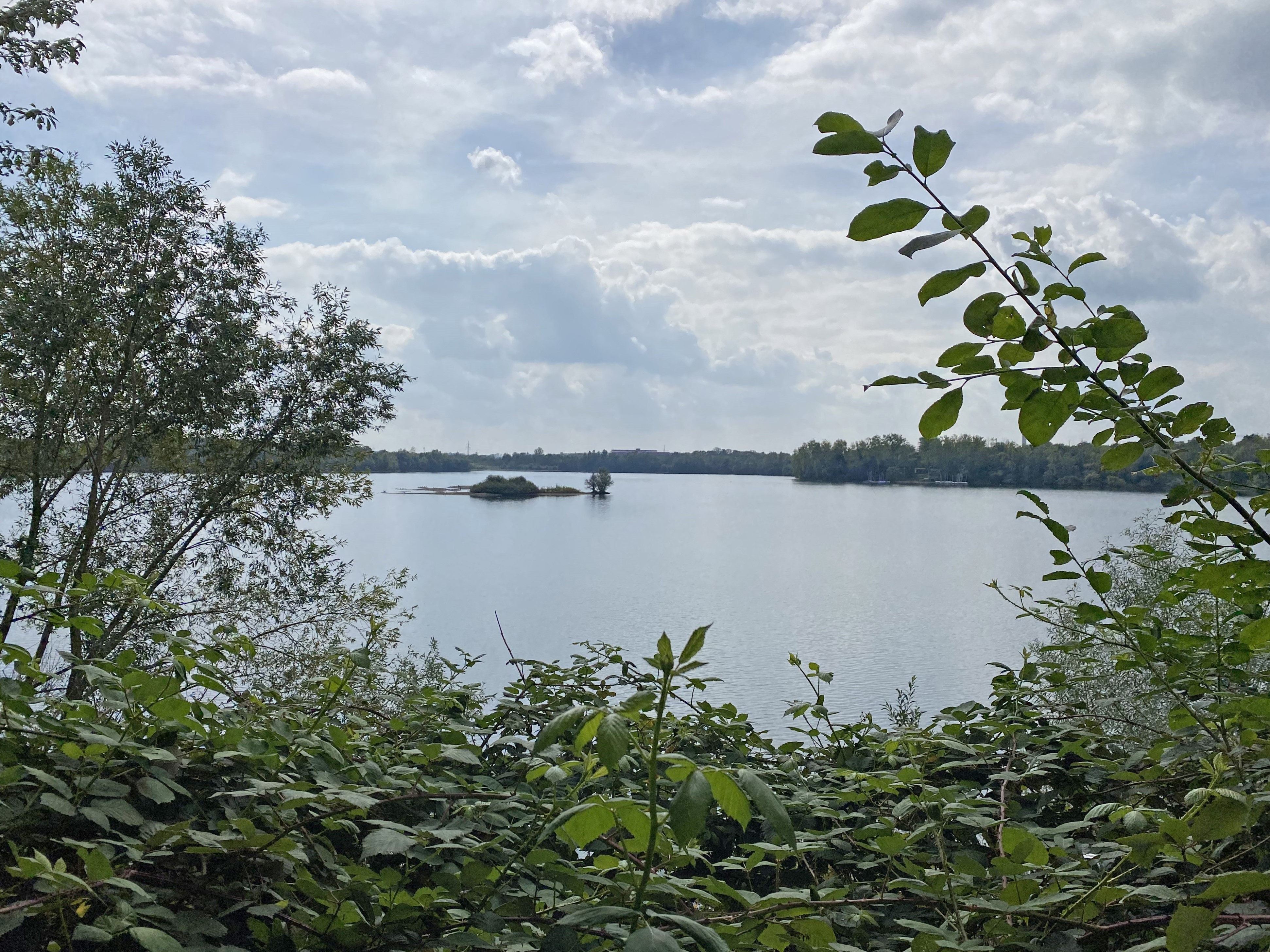
Blick vom Beobachtungsunterstand (neben dem Bagger) auf den Monheimer Baggersee
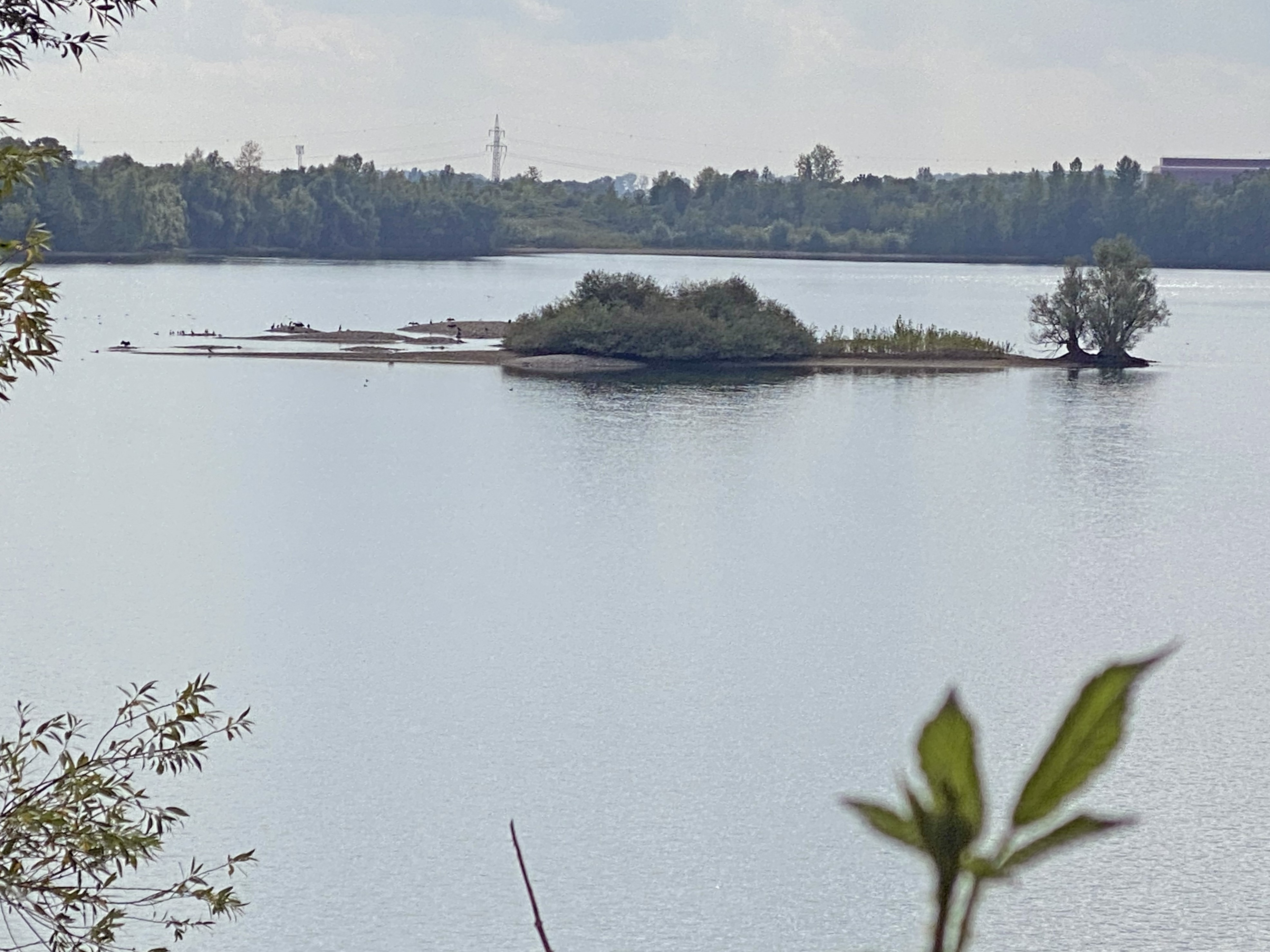
Zentrale Vogelinsel im See
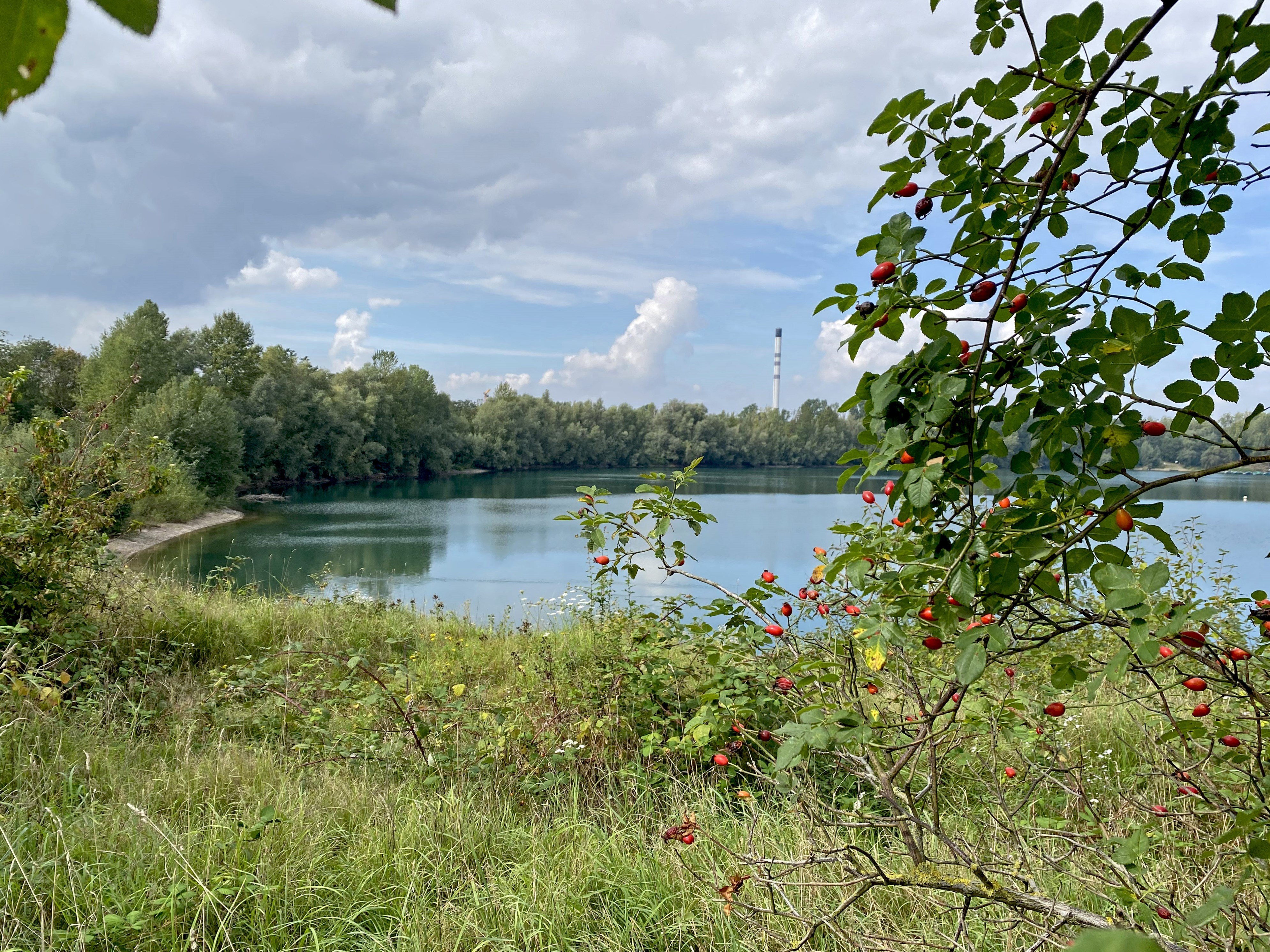
Südufer